# ライト・パターソン空軍基地

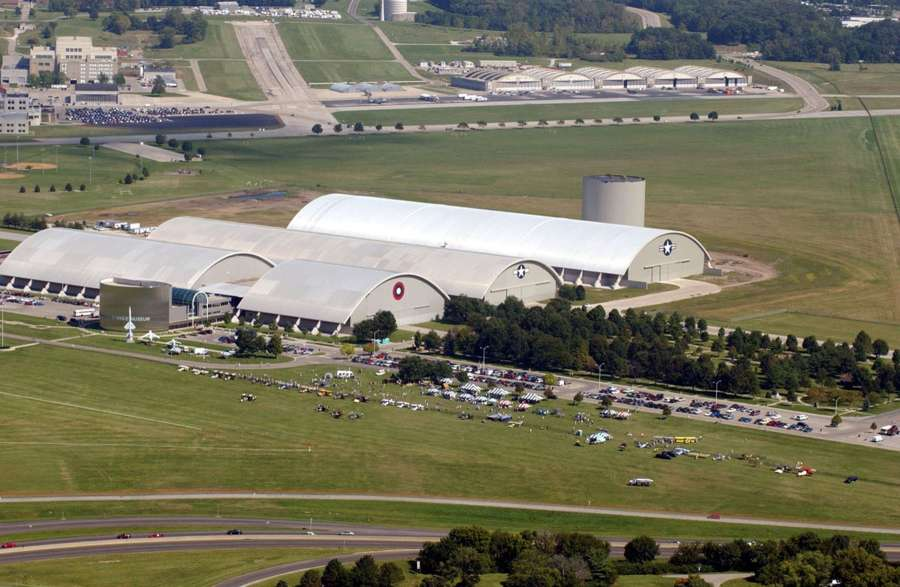
国立アメリカ空軍博物館

ライト・パターソン空軍基地（ライト・パターソンくうぐんきち、英: Wright-Patterson Air Force Base）は、アメリカ合衆国オハイオ州デイトンに位置するアメリカ空軍の基地である。基地の名はライト兄弟（現在は基地の敷地であるハフマンプレーリー内で飛行活動を行った）とフランク・ステュアート・パターソン（NCRの共同創設者の親族であり、1918年に航空機事故で死亡した）にちなんで名付けられた。
通称「Wright-Patt」と呼ばれるこの基地には、アメリカ空軍の兵站支援、航空関連装備の開発・改造等業務を統轄する資材軍団司令部が所在し、予備役軍団隷下の第445空輸航空団も所在しているほか、航空システムセンター及び空軍研究所の本部も所在する。また、米空軍医療センター（病院）や空軍工科大学、国立アメリカ空軍博物館などの施設も基地内にある。
2000年の国勢調査において、基地全体が一つの国勢調査指定地域であった。これにはモンゴメリー郡リバーサイドの一部も含まれる。その調査では6,656人の居住者を数えた。2005年9月30日現在の基地内の恒久的な就労者人口は5,517人の軍人と8,102人の民間人を数えた。
ライト・パターソン空軍基地では年に一度、空軍記念日（9月18日）に最も近い土曜日にアメリカ空軍マラソンが催される。

## 歴史
ライト兄弟がノースカロライナ州キティホークで1903年に世界最初の有人動力飛行を行った後、地元デイトンで飛行場に適した場所を探していたところ、銀行家トレンス・ハフマンが彼の所有する草原を無償で貸与することを許可した。それはデイトンの中心地より北東に13km（8マイル）の場所に位置していた。1904年兄弟はここで105回のフライトを行った。この場所をハフマンプレーリーという。
1917年に第一次世界大戦のさなか、パイロットと射撃手を養成するために今日オハイオ州フェアボーンであるところ、ハフマンプレーリーの隣接地に、ライト兄弟の兄の名に由来するウィルバー・ライト・フィールドが開かれた。そして間もなく隣接地にフェア・フィールド航空機整備施設の建設が続いた。同年デイトン中心部より北に1.6km（1マイル）のところにアメリカ軍通信部隊の離着陸施設マクック・フィールドも開かれた。
1924年マクック・フィールド軍用機試験場の閉鎖により、地元有志からなるデイトン・コミュニティは1,821ヘクタール（4,500エーカー）の土地を購入した。そこにはウィルバー・ライト・フィールドも含まれる。そしてそこはライト兄弟によるいくつかの複合施設が位置していた。
1918年6月19日に、フランク・スチュアート・パターソン中尉はAIRCO DH.4航空機で機関銃とプロペラを同期させるための新しい仕組みの飛行試験のさなか、4,600m（15,000フィート）からのダイビング中、航空機から翼が分離する事故で死亡した。
そしてパターソン中尉を記念して、またNCRのオーナーであるパターソン家への敬意を表して、ハフマンダムの東側（ウィルバー・ライト・フィールド、フェアフィールド航空機整備施設及びハフマンプレーリーを含む）は1931年7月6日に名称をパターソンフィールドへと変更した。
三角形の離着陸場と呼ばれた場所は、現在では国立アメリカ空軍博物館が位置している。
隣接した軍事施設はライト・フィールドとして知られたまま残り、陸軍航空隊の研究開発と飛行テストのセンターとなった。1941年、陸軍航空隊は陸軍航空軍に改変された。1947年9月18日にアメリカ空軍が正式に発足。1948年に2つのフィールドはライト・パターソン空軍基地という名称で併合された。元ライトフィールドは合同軍事施設のエリアBに、元パターソンフィールドはエリアCとなった。
1963年2月1日から1975年9月30日までの間、戦略航空軍団の第17爆撃航空団 (重)は基地のエリアAに配属された。第34爆撃飛行隊のB-52と第922空中給油飛行隊のKC-135からなる飛行隊には、核抑止的な任務があり、さらにはベトナム戦争において航空機と航空機搭乗員を供給した。
1994年に、空軍研究所（マーフィーの法則の名前の由来となったエドワード・マーフィー少佐が勤務していた）は通称「ゲイ爆弾」と呼ばれる奇妙な兵器の開発のため、ペンタゴンに750万ドルの予算を要求した。これは、ホルモン爆弾によって敵兵が戦闘不能に陥るよう同性同士が互いに「性的に抑えがたい欲求」を与えることを企図したものであった。
今日、1900年代初頭のようにライト・パターソンでは兵器体系がテストされ、見直されているところである。基地の任務はロジスティックス管理、研究開発、教育、航空業務、その他多くの防衛関連活動に及ぶ。ライト・パターソン空軍基地は空軍と国防総省を支える教育機関である空軍工科大学の本拠地である。またそれは米空軍の高度なセキュリティで守られた国家航空宇宙情報センターも含む。そこで冷戦時代、鹵獲されたソビエト連邦のMiGが分解・テストのために海外技術部という部署に運ばれた。

## ハンガー18
ライト・パターソン空軍基地は1947年7月のロズウェル事件とのつながりのためUFO陰謀論と関係があることで知られる。ある者はライト・パターソンのハンガー18（18番格納庫）がネバダ州のエリア51とともに、粉砕されたUFOの残骸がかつてあったか、あるいは今もあると信じている。

## デイトン合意
ライト・パターソン空軍基地はユーゴスラビアの旧社会主義連邦共和国での武力紛争のうちの一つ、ボスニア・ヘルツェゴビナ紛争の3年半の争いに終止符を打つデイトン合意（あるいはデイトン協定とも）が1995年11月に行われた場所としても知られる。

## 所在部隊
空軍ライフサイクル管理センター隷下
- 第88基地航空団（英語版）
  - 第88施設中隊
  - 第88監査中隊
  - 第88福利厚生中隊
  - 第88警備中隊
  - 第88通信群
  - 第88医療群
  - 第88任務支援群

空軍施設・任務支援センター隷下
- 空軍施設契約センター

空軍研究所隷下
- 第711ヒューマンパフォーマンス航空団（英語版）
  - 航空機搭乗員システム総局
  - 人間システム統合総局
  - アメリカ空軍航空宇宙医学学校（英語版）
- 空軍研究所ダッツォ研究図書館
- 航空車両総局
- 資材製造総局
- 推進機総局
- センサー総局

第4空軍隷下
- 第445空輸航空団（英語版）
  - 第445航空医療ステージング中隊
  - 第445航空宇宙医学中隊
  - 第445作戦群（英語版）
    - 第89空輸飛行隊（英語版） - C-17A
    - 第445航空医療後送中隊
    - 第445作戦支援中隊

  - 第445整備群
    - 第445航空機整備中隊
    - 第445整備中隊
    - 第445整備運用中隊

  - 第445任務支援群
    - 第87飛行場業務中隊
    - 第445施設中隊
    - 第445通信中隊
    - 第445福利厚生中隊
    - 第445兵站即応中隊
    - 第445警備中隊
    - 第445軍事要員小隊

第10空軍隷下
- 第655情報・監視・偵察航空団
  - 第655情報・監視・偵察群
    - 第14情報中隊
    - 第64情報中隊
    - 第71情報中隊

第12空軍隷下
- 第557気象航空団
  - 第2気象群
    - 第16気象中隊第3分遣隊

航空教育・訓練軍団隷下
- 空軍工科大学（英語版）

空軍外郭団体
- 国家航空宇宙情報センター（英語版）

アメリカ海兵隊予備役隷下
- 部隊司令部群（英語版）
  - 第4法執行大隊（英語版）

アメリカ海軍省医療看護局隷下
- 海軍医学研究センター（英語版）
  - デイトン海軍医学研究ユニット（英語版）

アメリカ国防総省
- 国防安全保障協力大学
  - 国防安全保障協力研究所

## 地理
ライト・パターソン空軍基地の位置は北緯39度47分55秒 西経84度5分2秒に位置する。オハイオ州グリーン郡とモンゴメリー郡にまたがり、デイトンの中心業務地区から北東へ13km（8マイル）の場所に位置する。基地の一部はリバーサイドという町の境界に沿って位置しており、またフェアボーンとビーバークリークの2つの町に隣接している。
アメリカ合衆国国勢調査局によると、基地は30.5km2（11.8平方マイル）の総面積を持つ。その内30.3km2（11.7平方マイル）は陸地であり、残り（0.76%）の0.2km2（0.1平方マイル）は水域である。

## 人口統計
2000年の国勢調査では、基地内には合計6,656人、内1,754人の世帯と1,704人の家族があった。人口密度は219.8/km2 (569.2/平方マイル)で住宅の平均密度が69.2/km2（179.2/平方マイル）であった。基地内の人種構造は76.11%の白人、15.25%の黒人またはアフリカ系アメリカ人、0.45%のアメリカ先住民、2.30%のアジア系、0.12%の太平洋諸島系、その他の人種2.09%、2つ以上の人種を併せ持つもの3.68%、また人種とは別にヒスパニックまたはラテンアメリカ系は4.45%であった。
1,754の世帯の内78.1%が18歳未満の未成年が同居しており、89.0%の夫婦が同居し、6.1%が夫がおらぬ女性が世帯主、2.8%が非家族、2.6%が一人暮らしで65歳以上の者であった。1世帯の平均人数は3.60人で、1家族の平均人数は3.64人であった。
基地内の人口分布は42.5%が18歳未満、11.6%が18-24歳、41.5%が25-44歳、4.2%が45-64歳、そして0.2%が65歳以上であった。
1世帯あたりの平均所得は43,342ドル、1家族あたりでは43,092ドルである。男性の平均所得は30,888ドル、対して女性は21,044ドルである。基地内の1人あたりの収入は15,341ドルであった。およそ1.6%の家族と1.8%の住民は、貧困線を下回った（18歳未満と65歳以上は含まない）。年齢の中央値は23歳であった。100人の女性に対し105.2人の男性がいた。18歳以上の100人の女性に対しては104.1人の男性がいた。
2005年9月30日現在、基地では2,012の単一家族、300人の単身入隊者、455人の滞在者向けに住宅または仮設住居を用意している。